# Benoît Daeninck
Ne doit pas être confondu avec Didier Daeninckx.
Benoît Daeninck, né le 27 décembre 1981 à Provins, est un coureur cycliste français. S'il n'a couru que deux ans au sein d'une équipe professionnelle, il est considéré comme un des meilleurs amateurs du peloton français des années 2000. Il compte onze titres de champion de France de cyclisme sur piste à son palmarès chez les seniors ainsi que de nombreuses victoires acquises sur la route.

## Biographie

### Débuts cyclistes et première carrière chez les amateurs
Benoît Daeninck court au sein de différents clubs lors de ses débuts chez les amateurs. Il s'engage successivement en faveur du CM Aubervilliers 93, de l'AVC Aix-en-Provence, de l'US Créteil, de l'AC Boulogne-Billancourt, de l'UV Aube et du CC Nogent-sur-Oise.
Malgré ses nombreux succès il peine à susciter l'intérêt des équipes professionnelles à l'exception de la formation BigMat-Auber 93 où il est stagiaire pendant quelques mois mais n'est pas conservé à l'issue de la période.

### L'incursion chez les professionnels

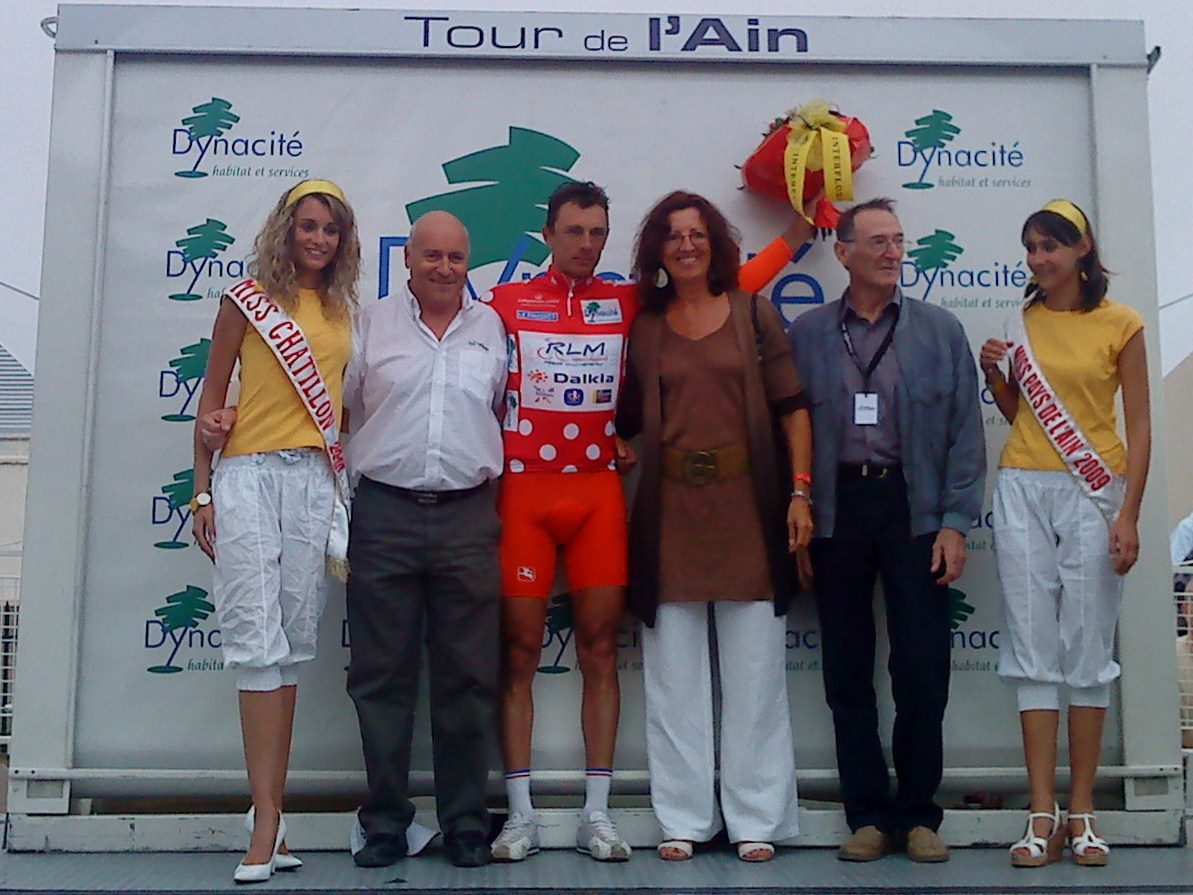
Benoît Daeninck sur le podium du Tour de l'Ain avec Roger Pingeon

En 2010, il rejoint l'équipe continentale française Roubaix Lille Métropole et devient coureur professionnel à vingt-huit ans. 
Il commence bien sa première saison professionnelle et s'adjuge le Grand Prix de Lillers-Souvenir Bruno Comini en mars pour la seconde fois de sa carrière puis la troisième étape du Tour de Bretagne où il surprend les sprinteurs et s'impose en poursuiteur quelques semaines plus tard. Durant l'été, il remporte le titre de Champion de France de l'américaine avec Damien Gaudin et celui de la poursuite par équipes lors des championnats de France de cyclisme sur piste. Il monte également sur la troisième marche du podium de la course aux points derrière son coéquipier Morgan Kneisky et Kévin Lalouette.
Il ne connait pas la même réussite sur route en 2011 et ne franchit la ligne d'arrivée en vainqueur qu'au Critérium de Raismes. Il engrange tout de même quelques places d'honneur et termine notamment troisième du Grand Prix de Guerville et cinquième du Tro Bro Leon en Bretagne. C'est sur piste qu'il connait de belles satisfactions au cours de l'année. Il gagne tout d'abord ses premiers championnats de France de demi-fond sur le vélodrome de Brest Ponant Iroise puis le championnat de France de la course aux points ainsi qu'un deuxième titre consécutif de champion de France de poursuite par équipes à Saint-Denis-de-l'Hôtel, dans le Loiret. Il termine aussi troisième de la coupe de France de l'américaine avec Morgan Kneisky et s'octroie le souvenir Yves Coutant au Blanc
Il fait le choix de ne pas renouveler son contrat avec les dirigeants de l'équipe continentale Roubaix Lille Métropole à l'automne 2011 et retourne courir avec les amateurs.

### Le retour au CC Nogent-sur-Oise

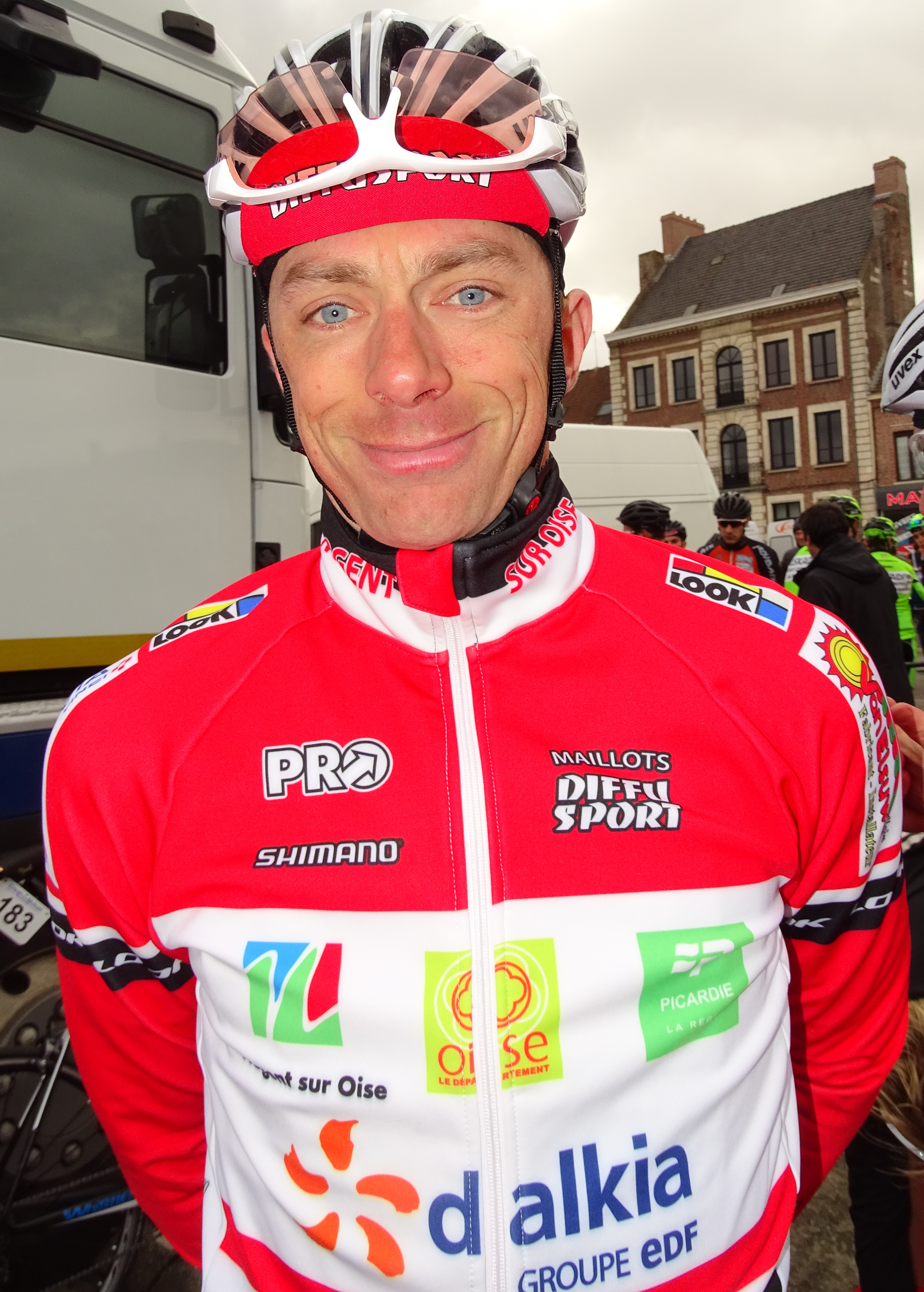
Benoît Daeninck au Grand Prix de Lillers-Souvenir Bruno Comini 2016

Benoît Daeninck fait le choix de quitter le peloton professionnel pour retourner courir dans les rangs de la formation isarienne du CC Nogent-sur-Oise en 2012. Il retrouve à cette occasion son emploi de CRS mais bénéficie du statut de sportif de haut niveau qui lui permet de concilier son activité professionnelle avec sa passion pour la petite reine,. 
Il effectue un retour probant chez les amateurs et décroche de nombreux bouquets. Il s'adjuge ainsi deux titres de champion d'Europe de la police sur route et contre-la-montre, la Ronde pévéloise (UCI 1.2), le classement général de Paris-Arras Tour, la manche de la coupe de France des clubs de DN1 organisée à Luneray et deux nouvelles tuniques tricolores sur la piste,. En fin d'année, il est numéro deux Français suivant le classement établi par la Fédération française de cyclisme.
En 2013, Benoît Daeninck devient champion de France de demi-fond pour la troisième fois consécutive sur le vélodrome de Dijon. Il remporte trois courses inscrites au calendrier de l'UCI Europe Tour : le Grand Prix de Lillers-Souvenir Bruno Comini, la Ronde pévéloise à l'instar de 2012 et le Grand Prix des Marbriers. Il s'octroie également deux manches de la coupe de France des clubs de DN1. Au mois de septembre, il réalise un doublé lors des championnats du monde de la police. Il bat ses collègues une première fois lors de l'épreuve chronométrée en solitaire puis récidive le lendemain sur l'épreuve en ligne. À cette occasion, il déclare, non sans humour, que ces deux victoires obtenues à Huesca en Espagne font de lui « le policier le plus rapide du monde »,. En fin d'année, il est numéro un français suivant le classement établi par la Fédération française de cyclisme et devient le premier lauréat du « trophée ACCDN-ROCC », disputé sur l'ensemble des courses adhérant au Rassemblement des organisateurs de courses cyclistes (ROCC), par les coureurs membres des clubs de divisions nationales. Il est en outre le coureur amateur français le mieux classé à l'UCI Europe Tour (38e) et contribue à la première place acquise par la France au classement des nations de l'UCI Europe Tour.
En 2014 il est de nouveau champion du monde de la police du contre-la-montre et de la course en ligne. Il remporte également la Ronde pévéloise pour la troisième fois consécutivement. En fin de saison, il participe à plusieurs épreuves des championnats de France de cyclisme sur piste sur le vélodrome de Saint-Quentin-en-Yvelines. Il ne termine que second de la poursuite par équipes mais gagne son dixième titre de champion de France en cinq ans lors de la course à l'américaine avec son coéquipier picard du CC Nogent-sur-Oise Marc Fournier.
Son début d'année 2015 est perturbé par une fracture de l'omoplate. Il remporte néanmoins un nouveau titre de champion de France de la police, le championnat de Picardie et deux autres courses au premier semestre. Durant l'été, il s'adjuge le Tour de Côte-d'Or et le Prix de Coulogne, il termine aussi troisième du Grand Prix de Saint-Souplet derrière le coureur professionnel Rudy Barbier et son coéquipier du CC Nogent-sur-Oise Nicolas Garbet. Contrairement à son habitude il ne participe pas aux championnats de France de cyclisme sur piste en fin de saison.
Au mois de mars 2016, il se fracture la clavicule lors de la troisième étape du Tour de Normandie et doit renoncer à courir pendant quelque temps. Il glane son premier bouquet de la saison lors du Grand Prix Gabriel Dubois à Ferrière-la-Grande en juin. Le mois suivant il remporte trois courses régionales en Belgique, le Prix de Coulogne et celui des Trois Villages (devant Samuel Leroux et son ancien coéquipier roubaisien Kévin Lalouette). En août il s'adjuge le Grand Prix de Rumilly-en-Cambrésis et celui de Saint-Souplet.  En fin de saison il est deuxième du Trio normand avec Romain Bacon et Corentin Ermenault et devient champion de Picardie du contre-la-montre. Lors des championnats de France de cyclisme sur piste il parvient à conquérir un onzième titre de champion de France grâce à la poursuite par équipes et finit sur la troisième marche du podium lors de l'épreuve du demi-fond. En octobre il prend part aux championnats d'Europe de cyclisme sur piste du 19 au 23 octobre 2016 sur le vélodrome de Saint-Quentin-en-Yvelines et se classe douzième de l'épreuve de demi-fond. Il prend sa retraite sportive à l'issue de cette ultime course.

### Reconversion
En 2023, il prend la direction d'un magasin de cycles situé Boulevard Gambetta à Calais.

### Vie privée
À l'instar de son ancien coéquipier roubaisien Morgan Kneisky, il profite de la présence de sa compagne au vélodrome de Saint-Quentin-en-Yvelines pour la demander en mariage à l'issue de la course de demi-fond des championnats d'Europe 2016, ce qu'elle accepte. Cette dernière n'est autre que la sœur d'Arnaud Molmy ancien coureur cycliste professionnel et successivement directeur sportif de l'Entente cycliste Raismes Petite-Forêt, du Cyclo-club de Nogent-sur-Oise et de l'équipe Van Rysel-Roubaix Lille Métropole.

## Palmarès sur route

### Par années
| - 2005 - Circuit des plages vendéennes : - Classement général - 7e épreuve - Grand Prix de la CCR d'Hallencourt - Prix de la Foire au Boudin - Prix de Poilly les Gien - Grand Prix de Saint-Julien-les-Villas - 2006 - Champion de France de la police sur route - Paris-Rouen - Tour d'Eure-et-Loir : - Classement général - 1re étape - Grand Prix des Marbriers - 2007 - Champion de France de la police sur route - Champion de Champagne-Ardenne sur route - Grand Prix de Lillers-Souvenir Bruno Comini - 1re étape du Tour de la Manche - Prologue et 7e étape du Tour de Guadeloupe - 3e étape de la Ronde de l'Oise - Grand Prix d'Amnéville - Grand Prix de Saint-Julien-les-Villas - 2008 - Champion d'Europe police par équipes sur route - Champion de Picardie sur route - 2e de Paris-Ézy - 2e du Grand Prix de Lillers-Souvenir Bruno Comini - 3e du Grand Prix de Lys-lez-Lannoy - 2009 - 7e étape du Tour de Normandie - 1re étape du Circuit des Ardennes - 3e étape des Boucles de la Mayenne - Tour du Périgord - Paris-Chauny - Grand Prix de Gommegnies - 2e étape des Trois Jours de Cherbourg - Tour du Pays du Roumois - Grand Prix d’Avesnes-les-Aubert - 2e des Boucles Nationales du Printemps - 2e du Grand Prix de Guerville - 2e du Trio normand - 2010 - Grand Prix de Lillers-Souvenir Bruno Comini - 3e étape du Tour de Bretagne - 6e du Tro Bro Leon - 2011 - Grand Prix de la municipalité de Raismes - 3e du Grand Prix de Guerville - 2012 - Champion d'Europe de la police sur route - Champion d'Europe de la police du contre-la-montre - Champion d'Europe police par équipes sur route - Ronde pévéloise - 6e épreuve du Circuit des plages vendéennes - Boucles de Picquigny - Paris-Arras Tour : - Classement général - 2e étape - Grand Prix de Luneray - Grand Prix de Saint-Aubert - Grand Prix Gabriel-Dubois - Grand Prix de Sin-le-Noble - Critérium des Remparts - Tour du Pays du Roumois - Tour du Canton de La Trimouille - Trio normand (avec Alexandre Gratiot et Stéphane Rossetto) - 2e du Prix de Trith-Saint-Léger - 2e du Grand Prix de Lignac - 3e de La Tramontane - 3e de Paris-Connerré - 3e du Prix de Fressenneville - Numéro 2 Français au classement de la FFC | - 2013 - Numéro 1 Français au classement de la FFC - Champion du monde de la police sur route - Champion du monde de la police du contre-la-montre - Champion de France de la police sur route - Grand Prix de Lillers-Souvenir Bruno Comini - Ronde pévéloise - Grand Prix des Marbriers - La Gislard - Paris-Chauny - 1re étape du Grand Prix des Hauts-de-France - Grand Prix du Muguet à Iwuy - Prix de Fressenneville - Grand Prix Cristal Energie - Critérium de Boulogne-sur-Mer - Grand Prix de Saint-Souplet - Classique Champagne-Ardenne - Paris-Chalette-Vierzon - Trio normand (avec Alexandre Gratiot et Vadim Deslandes) - 2e de Paris-Mantes-en-Yvelines - 2e du Grand Prix de Beuvry-la-Forêt - 3e du Grand Prix des Hauts-de-France - 2014 - Champion du monde de la police sur route - Champion du monde de la police du contre-la-montre - 2e étape du Tour de la Manche - Grand Prix d'Escaudœuvres - Ronde pévéloise - Circuit Jean Bart - 2e du Grand Prix de Beuvry-la-Forêt - 3e du Grand Prix de Lillers-Souvenir Bruno Comini - 2015 - Champion du monde de la police sur route - Champion du monde de la police du contre-la-montre - Champion de France de la police sur route - Tour de Côte-d'Or : - Classement général - 1re étape - Grand Prix de Boussières-sur-Sambre - 2e du Grand Prix des Hauts-de-France - 3e du Grand Prix de Saint-Souplet - 3e de la Classique Bourgogne-Franche-Comté - 2016 - Grand Prix Gabriel-Dubois - Prix des Trois Villages - Prix de Coulogne - Grand Prix de Rumilly-en-Cambrésis - Grand Prix de Saint-Souplet - 2e du Trio normand |  |

### Classements mondiaux
| Année           | 2007 | 2008 | 2009 | 2010 | 2011 | 2012 | 2013 | 2014 |
| --------------- | ---- | ---- | ---- | ---- | ---- | ---- | ---- | ---- |
| UCI Europe Tour | 180e | 525e | 311e | 200e | 630e | 332e | 46e  | 195e |

## Palmarès sur piste

### Championnats du monde
- Apeldoorn 2011
  - 12e de la poursuite par équipes
- Copenhague 2010
  - 9e de la poursuite par équipes

### Coupe du monde
Il est membre de l'équipe de France vainqueur du classement général de la coupe du monde 2010-2011.
- 2009-2010
  - 4e de la poursuite par équipes à Cali
  - 9e de la poursuite par équipes à Manchester
- 2010-2011
  - 9e de la poursuite par équipes à Pékin
  - 9e de la poursuite par équipes à Copenhague
- 2011-2012
  - 6e de la poursuite par équipes à Pékin
  - 10e de la poursuite par équipes à Manchester

### Championnats d'Europe
- Forst 2009
  - 18e de demi-fond[42]
- Nuremberg 2011[43]
  - 10e du demi-fond
- Nuremberg 2013
  - 9e du demi-fond[44]
- Saint-Quentin-en-Yvelines 2016
  - 12e du demi-fond

### Championnats de France
| - 1998 - Champion de France de poursuite par équipes juniors - 2001 - 3e de la poursuite par équipes - 2003 - 3e de la course aux points espoirs - 2005 - 3e du demi-fond - 3e de l'américaine - 2006 - 3e du demi-fond - 2007 - Champion de France de la course aux points - 2e de la poursuite individuelle - 2009 - 2e de la course aux points - 2010 - Champion de France de poursuite par équipes - Champion de France de l'américaine (avec Damien Gaudin) - 3e de la course aux points | - 2011 - Champion de France de demi-fond - Champion de France de la course aux points - Champion de France de poursuite par équipes - 2012 - Champion de France de la course aux points - Champion de France de demi-fond - 2013 - Champion de France de demi-fond - 3e de la course aux points - 3e de la poursuite par équipes - 2014 - Champion de France de l'américaine (avec Marc Fournier) - 2e de la poursuite par équipes - 2016 - Champion de France de poursuite par équipes - 3e du demi-fond |  |

### Championnats régionaux
- 2003
  - Champion d'Île-de-France de poursuite

## Distinctions
- Numéro un Français 2013 suivant le classement établi par la FFC
- Lauréat du trophée ACCDN-ROCC 2013
- Lauréat du classement Vélo 101-Powertap.fr 2013[45]